# هالدون شمالی، نیوجرسی
هالدون شمالی (به انگلیسی: North Haledon) شهری در ایالت نیوجرسی کشور ایالات متحده آمریکا است که جمعیت آن در سرشماری سال ۲۰۱۰ میلادی، ۸٬۴۱۷ نفر بوده‌است.